# Zacharias Praetorius
Zacharias Praetorius (urspr. Breiter) (* 14. April 1535 in Mansfeld; † 22. Dezember 1575 in Eisleben) war ein Poet und Theologe.
Seine Eltern waren der Ratsherr Sebastian Breiter und Margarete Platner aus Stolberg, die mit Martin Luther befreundet waren. Ab 1553 studierte er an der Leucorea in Wittenberg, wo er 1556 zum poeta laureatus gekrönt wurde und 1557 das Magisterexamen ablegte. Auf Rat von Philipp Melanchthon, der ihn für den geschicktesten Poeten in Deutschland hielt, latinisierte er seinen Namen. 
Er wirkte ab 1559 als Diaconus an der St.-Andreas-Kirche in Eisleben, zwischen 1564 und 1569 in Orth an der Donau und anschließend wieder in Eisleben, wo er 1575 wegen seiner Kritik an der Vertreibung seines Kollegen Cyriacus Spangenberg abgesetzt wurde. 
Praetorius veröffentlichte schon während seines Studiums viele lateinische Gegenheitsschriften und übersetzte Kirchenlieder Luthers in lateinische Verse. Mit Johannes Aurifaber (Vimariensis) trug er auch zu dessen Tischreden bei. In Eisleben veröffentlichte er neben Predigten auch Streitschriften und einen Katechismus.